# 68-й козачий кінний батальйон допоміжної поліції (Третій Рейх)
68-й козачий кінний батальйон допоміжної поліції (нім. Schutzmannschafts-Reiter-Abteilung 68 (kosakisch), рос. 68-й казачий полицейский батальон)) — воєнізований підрозділ допоміжної поліції періоду Другої світової війни, що переважно складався з козаків.

## Історія
З відступаючих розбитих козачих частин Козачого Стану, козаків-втікачів на теренах Білорусі у березні 1944 було сформовано 68-й козачий кінний батальйон допоміжної поліції (шуцманшафт). Входив до створеної тоді з наказу командування групи армій «Центр» Козачої бригади кавалерії «Білорусь» полковника Мединського. Район відповідальності батальйону розміщувався північніше залізниці Мінськ-Борисов. 16 квітня — 10 травня 1944 батальйон залучили до антипартизанської операції «Frühlingsfest» південніше Полоцька, 25 травня-17 червня 1944 в останній антипартизанській операції «Корморан» у напрямку з Мінська на Молодечно. Після повернення наприкінці липня був переведений до кінного дивізіону новоутвореної бригади шуцманшафту «Siegling». До її розформування 18 серпня брав участь у антипартизанських операціях. Після цього батальон перевели до 30-ї дивізії гренадерів СС. У грудні 1944 батальйон перевели до тренувального табору в Мюнзінген, де формували 600-ту дивізію піхоти РОА. 13 квітня дивізія вступила в бій у складі 9-ї армії, після чого самовільно вирушали в напрямку Чехії, де взяла участь у Празькому повстанні.